# Croix-aux-Chiens
La Croix aux Chiens est située sur la commune de Saint-Pierre-du-Val dans le département de l’Eure en France.

## Description
La Croix aux Chiens a été taillée dans ce qui pourrait être un ancien menhir en calcaire supérieur du pays rempli de silex. La surface est rugueuse et pleine d’aspérités.

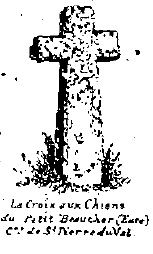
Croix aux Chiens dessinée par Léon Coutil, président de la Société préhistorique française, vers 1918
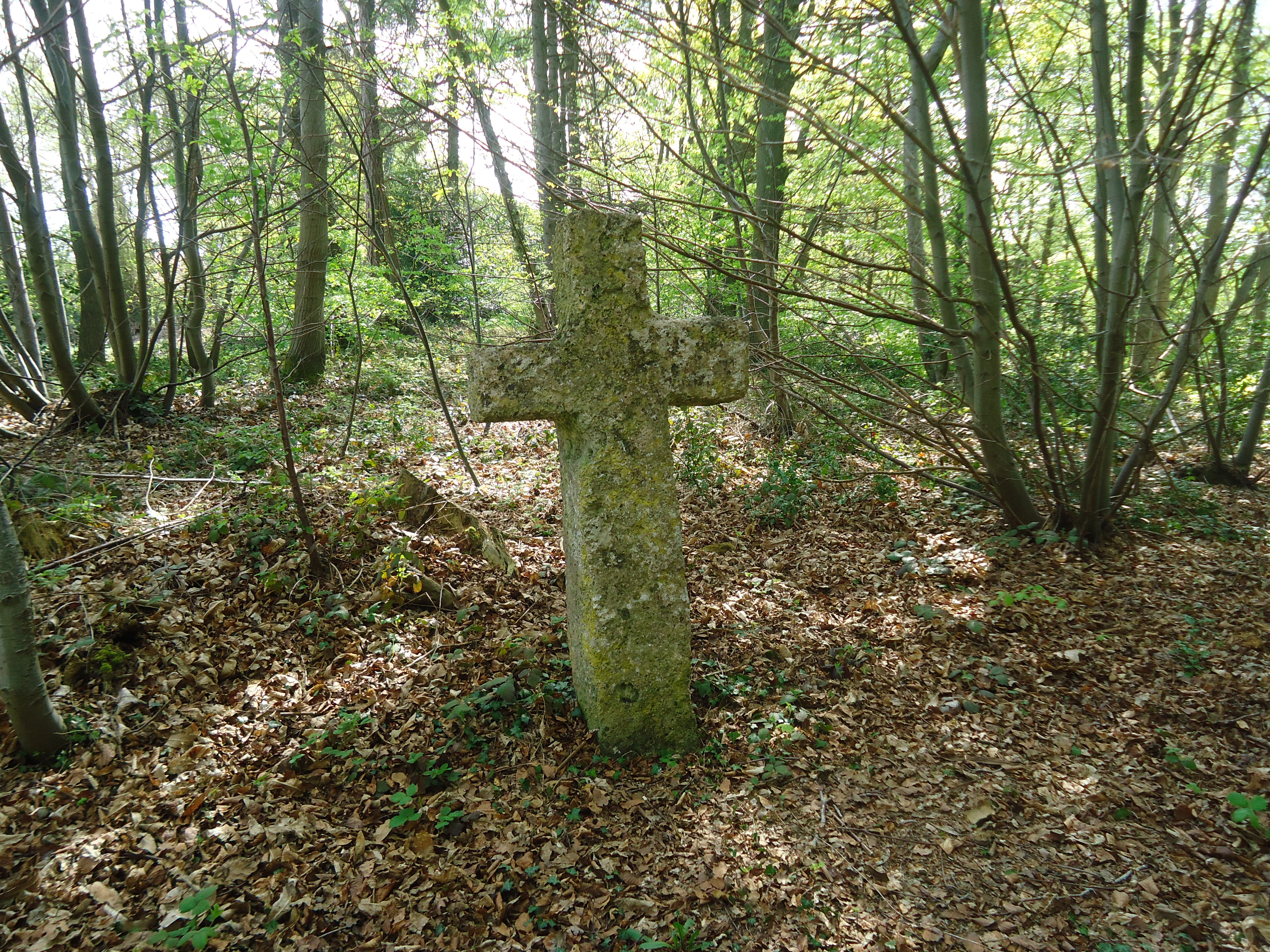
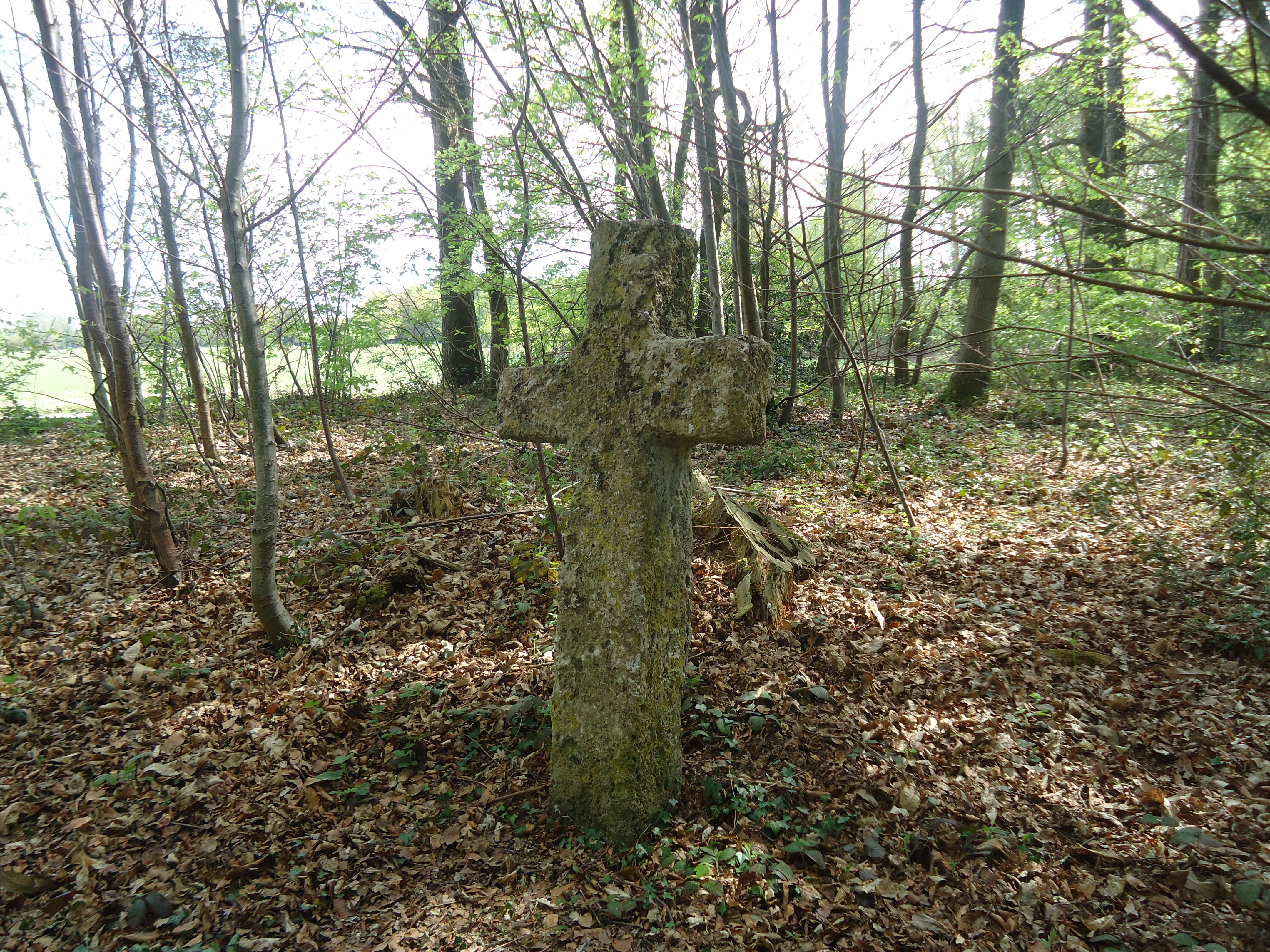
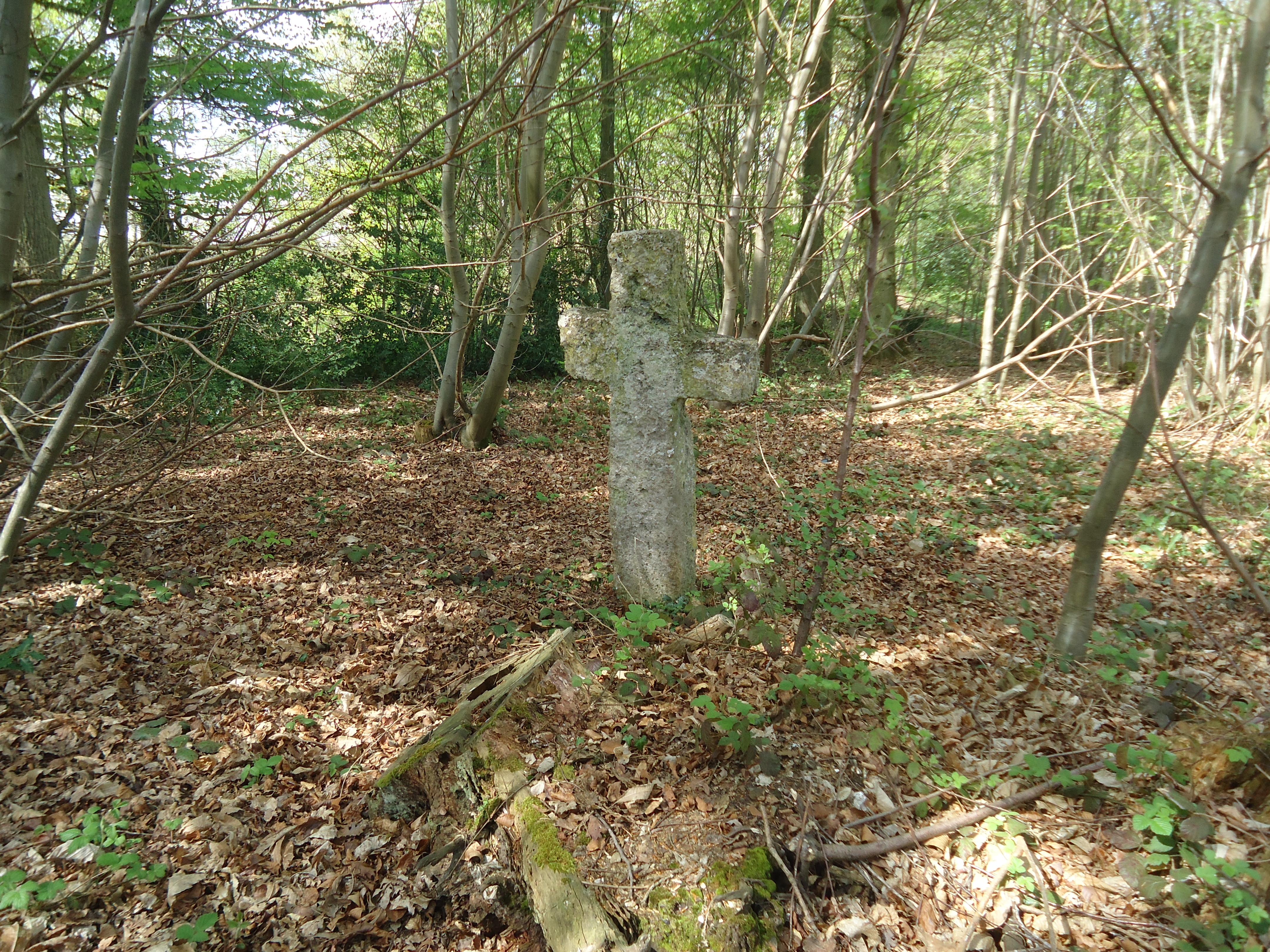
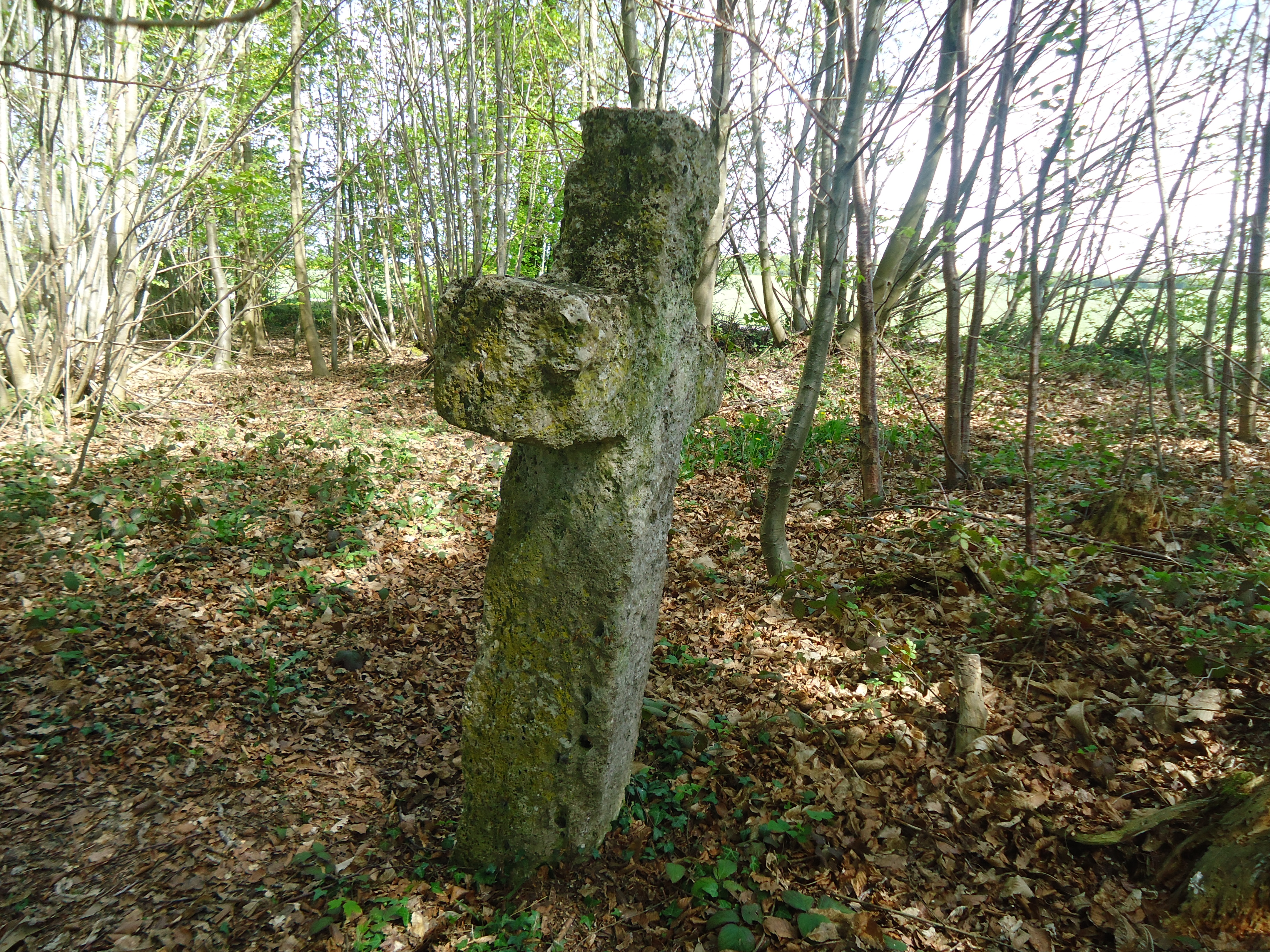
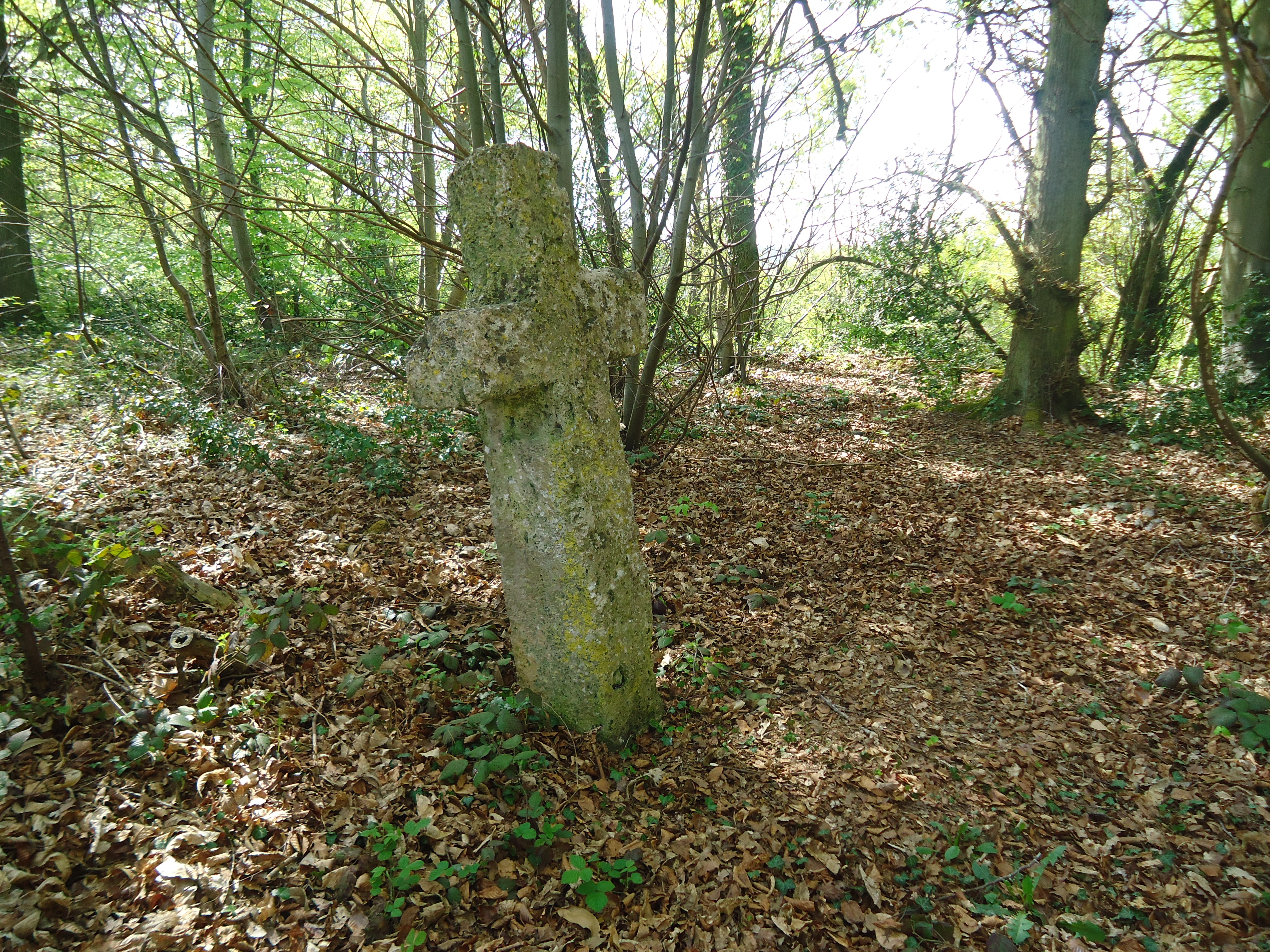

## Historique
D'après le dossier d'inventaire du monument de 1983, la croix est datée du XVIIIe ou XIXe siècle.